# 世界糖尿病デー

ロゴマーク

世界糖尿病デー（せかいとうにょうびょうデー、World Diabetes Day、WDD）は世界保健機関（WHO）が定めた国際デーである。11月14日で、インスリンの発見者フレデリック・バンティングの誕生日に当たる。国際糖尿病連合(IDF, International Diabetes Federation)とWHOが1991年に制定し、2006年12月の国連総会で公認された。
当日は世界各地でブルーライトアップを灯す行事が行われている 。また世界糖尿病デー前後には糖尿病に関するイベントやシンポジウムなどが開かれている。

## ギャラリー

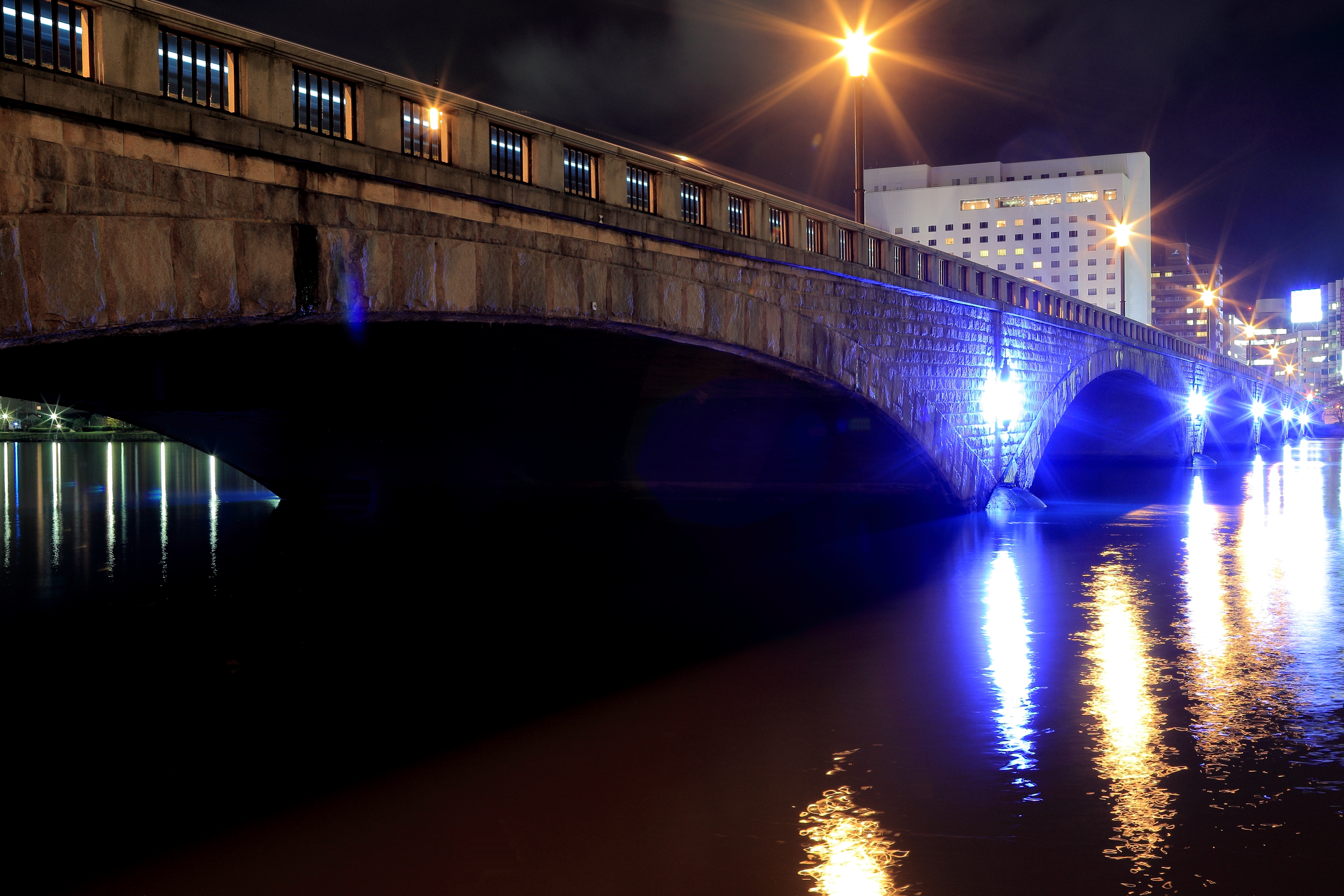
世界糖尿病デーのブルーライトアップをしている萬代橋
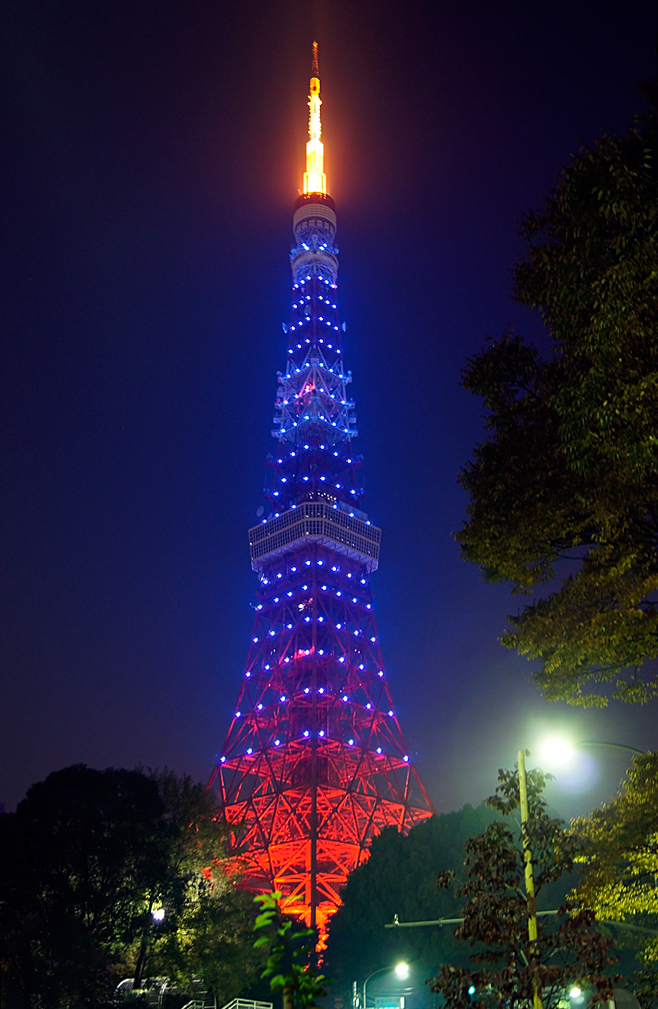
世界糖尿病デーの東京タワー（2010年11月）
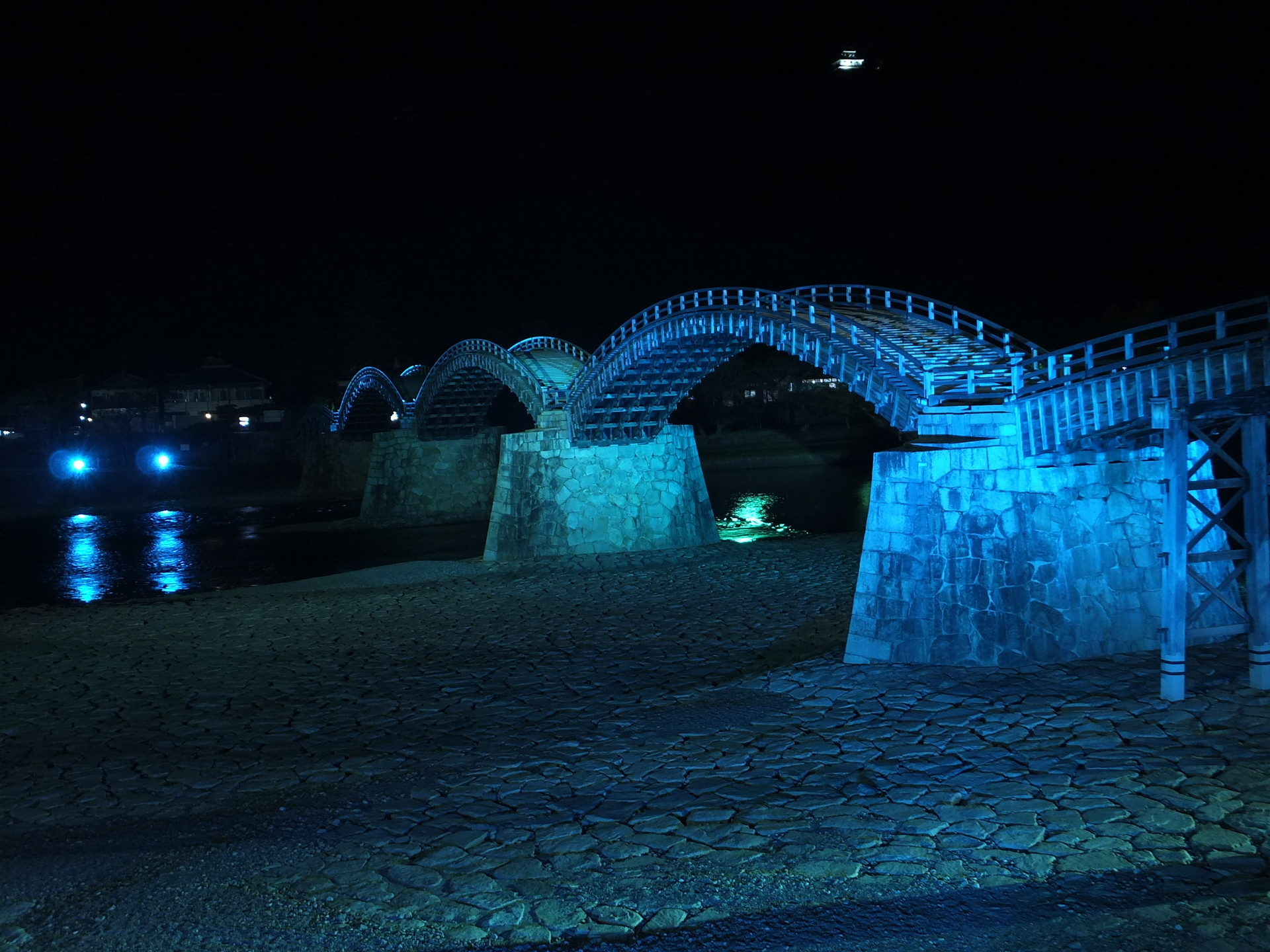
世界糖尿病デーにライトアップされた錦帯橋（きんたいきょう：山口県岩国市2018年）
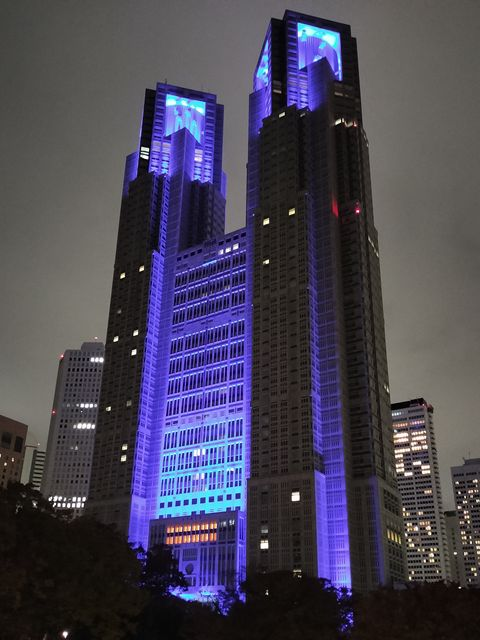
都庁第一本庁舎（2023年11月）